# Paștele trist
Paștele trist (în spaniolă Pascua triste) este numele evenimentului care a marcat suprimarea organizației „Organizacion Primero de Marzo” de către guvernul dictatorului paraguayan Alfredo Stroessner.

## OPM
Organizacion Primero de Marzo sau OPM a fost fondată de un grup de studenți cu studii în Argentina stabiliți în Asunción, capitala Paraguayului. Organizația era condusă de Juan Carlos da Costa, iar membrii acesteia fuseseră antrenați militar de un alt grup de rebeli argentinieni.

## Desfășurare
Poliția paraguayană a descoperit organizația în aprilie 1976. Nu întâmplător exista și o ligă numită Liga Creștină Agrară, formată din fermieri. Când s-au descoperit dovezi ce legau această ligă de OPM, a început măcelul. Comisarul Camilo Almada Morel, alias Sapriza, a fost trimis  în comunitatea de fermieri San Juan Batista de las Misiones cu dreptul de a aresta orice suspect. Sute de fermieri au fost duși în închisoarea Abraham Cué iar alți 8 au fost duși în capitală și împușcați. Restul fermierilor au fost închiși la Asuncion. Erau atât de mulți că abia încăpeau în închisoare. Majoritatea membrilor OPM au avut aceeași soartă, iar Juan Carlos da Costa a fost executat.